# Barrio Populo
Barrio Populo était un groupe de chanson française. Le groupe mêle rock alternatif et chanson française. Formé en 2008 et basé à Saint-Étienne, il est composé de huit musiciens. Après trois albums parus respectivement en 2012 et en 2016,, le groupe publie son dernier opus, Cris D’Écrits, en Novembre 2017. Le 8 Décembre 2017, un communiqué annonce la fin du groupe.

## Biographie

### Origines (2003–2007)
En 2003, le groupe donne son premier concert, sous le nom Les Rescapés. Alors encore basés à Saint-Martin-en-Haut,, le groupe étoffe progressivement sa formation de trois à huit musiciens,. En 2006, ils sortent le premier disque, Rescapé, et changent de nom pour adopter Barrio Populo.

### Débuts (2008–2011)
En 2008, Barrio Populo commence son partenariat avec Carotte Production, leur permettant de sortir en février 2009, un premier EP éponyme, de six titres enregistrés au studio 8 PM. Ils effectuent également leurs premiers travaux artistiques en résidences et font une tournée de trente-six dates. 
Un second EP sort en février 2010, toujours avec l’aide de Carotte Production et distribué numériquement sur la plateforme CD1D. Tous les musiciens s’investissent désormais totalement et professionnellement dans le projet. Leur musique prend une tournure nettement plus rock. Ils effectueront cette année, une tournée de plus de soixante dates, en France, et pour la première fois en Espagne et en Belgique. De nouveaux titres promotionnels sont mis en ligne en février 2011. Ils commencent leur partenariat avec le tourneur Jaspir Production, et se produisent sur plus de quatre-vingt dix dates en France, Belgique, Suisse et Royaume-Uni.

### Désordre(2012–2013)
Après deux mois d’enregistrement au Studio E à Écotay-l'Olme en janvier et février,, la sortie nationale du premier album Désordre s'effectue le 18 juin 2012, produit par Carotte Production et distribué par InOuïe Distribution. L'album marque « une césure assez radicale » avec les deux premiers EP, qui étaient « fortement influencés par le rock latin et la Mano Negra », le groupe ne chante plus « ni en espagnol ni en anglais par exemple ». Ce premier opus connait de nombreux retours médiatiques (presse, radios, etc), notamment une chronique dans Télérama, qui lui attribue deux clés. L'album reçoit aussi de bonnes critiques dans Rock & Folk et FrancoFans. Le groupe part en tournée en Allemagne, Macédoine, Kosovo, Slovénie, Serbie et plus de quatre-vingt dates dans toute la France.
Un projet de tournée en Palestine se concrétise en avril 2013. Le groupe donne six concerts dans les territoires palestiniens occupés. Ils effectuent également une tournée de soixante-dix dates dans toute la France. Ils enregistrent leur 2e album, Kordobella, toujours au Studio E, entre octobre 2013 et janvier 2014.

### Kordobella(2014–2016)
Le 12 mai 2014, le deuxième album Kordobella sort nationalement, produit par Carotte Production et distribué par InOuïe Distribution. Le groupe tourne cette année au Royaume-Uni et en Irlande en janvier. Ils tournent également dans les pays de l'Est. Ils exécuteront au total, plus de quatre-vingt-dix concerts cette année-là. En mai 2015, il se produit à Cuba pour une série de huit concerts. Le groupe crée un spectacle de reprise, en parallèle de son spectacle de composition, nommé Cris d'écrits, en hommage à la chanson et la poésie Française.

### Géographie du hasard(2016 - 2017)
Géographie du hasard, le troisième album du groupe, sort le 14 octobre 2016, toujours produit par Carotte Production et distribué par InOuïe Distribution. L'album s'oriente dans un style « plus littéraire, chanson. », de nombreux titres semblent retracer des expériences de voyages.

### Cris D’Écrits(2016 - 2017)
En parallèle de ses compositions, le groupe prépare un spectacle mettant en musique des poèmes et réarrangeant d'anciens morceaux de chansons françaises. Après quelques concerts, le groupe publie le 4 Novembre 2017, un album regroupant ces morceaux sous le nom de Cris D'Ecrits. L'album de 13 titres comprend des reprises de Léo Ferré, Barbara ou Pierre Perret, et des mises en musique de poèmes de Jacques Prévert, Arthur Rimbaud ou encore Paul Fort. A peine quelques semaines après la sortie de l'album, le groupe annonce sa dissolution via un communiqué sur Facebook le 8 Décembre 2017.

## Membres

### Membres actuels
- Victor Coulomb - guitare, chant
- Maxence Melot - guitare, chœurs
- Thomas Carricondo - basse
- Antoine Guirimand - trombone
- Anthony Tournier - trompette, chœurs
- Yoann Aujard - claviers, chœurs
- Arthur Parmentier - batterie, chœurs
- Thomas Pero - percussions, chœurs

### Anciens membres
- Fabien Chalaye - basse
- Ludovic Ogier - basse
- Robin Dechanoz - basse
- Jonas Martinière - saxophone (ingénieur du son du groupe en concert)[27].